# Mei (Overwatch)
Mei-Ling Zhou (en chino simplificado: 周 美 灵; chino tradicional: 周 美 靈; pinyin: Zhōu Měilíng) más conocida como Mei (chino: 美; pinyin: Měi; o chino: 小 美; pinyin: Xiǎo Měi; lit.: Little Mei en Taiwanes) es un personaje ficticio del videojuego de disparos en primera persona Overwatch desarrollado por Blizzard Entertainment, también aparece en todos sus medios relacionados.

## Recepción
Como el primer héroe chino en Overwatch, Mei ha despertado el interés de muchos jugadores en China. Algunos jugadores en ese país consideran que los antecedentes de Mei, combinados con su frase favorita "Nuestro mundo vale la pena luchar por él", presentan una imagen positiva de una mujer decidida a proteger el mundo. Mientras tanto, algunos jugadores chinos cuestionan el diseño de Mei porque usa una chaqueta gruesa, lo que la hace parecer menos delgada que la mayoría de las otras heroínas en Overwatch. Arnold Tsang, subdirector de arte del juego, aclaró que Mei trabaja en las regiones polares y que necesita usar ropa gruesa para mantenerse abrigada.
Durante el evento de vacaciones de 2016 de Overwatch, se agregó un nuevo modo de juego centrado en Mei, llamado "Ofensiva de bola de nieve de Mei", en el que cada jugador controlaba a Mei. Su escudo de hielo y sus habilidades de muro de hielo se mantuvieron sin cambios, pero su desintegrador fue reemplazado por un lanzador de bolas de nieve de un solo disparo, que causaba una muerte instantánea si golpeaba a un oponente sin blindaje. El lanzador podía recargarse al encontrar un parche de nieve que aparecía aleatoriamente en el mapa. La habilidad máxima de Mei le permitía disparar el desintegrador de bolas de nieve varias veces sin recargar durante un corto período de tiempo. Además de esto, Blizzard creó una nueva máscara legendaria para Mei que podía obtenerse durante este evento, la cual incluía un rediseño de su bloque de hielo en forma de muñeco de nieve. Los jugadores criticaron esta nueva máscara por ser considerada legendaria, comentando que solo era un recoloreado de su máscara base con un sombrero y una herramienta. Jeff Kaplan reconoció las quejas y declaró: "Simplemente tomamos una decisión instintiva en función de lo que pensamos que era genial. La frescura es muy subjetiva y, según la reacción de la comunidad, parece que nuestro criterio no funcionó en este caso".

### Uso por manifestantes y simpatizantes de Hong Kong
El 6 de octubre de 2019, Blizzard suspendió al jugador profesional de Hearthstone, Chung "Blitzchung" Ng Wai, por hacer declaraciones en apoyo de las protestas en curso en Hong Kong durante una entrevista en vivo de Grandmasters. Blizzard afirmó que Blitzchung había violado las reglas relacionadas con su comportamiento y el respeto a la imagen de Blizzard. Las acciones de Blizzard fueron criticadas a nivel mundial, y como parte de las reacciones, los manifestantes de Hong Kong y otros comenzaron a ilustrar a Mei como partidaria de las protestas, en una muestra de solidaridad contra la decisión de Blizzard.